# Tretteskjera
Tretteskjera, est une île dans le landskap Sunnhordland du comté de Vestland. Elle appartient administrativement à Bjørnafjorden.

## Géographie
Rocheuse et pratiquement désertique, elle s'étend sur environ 250 m de longueur pour une largeur approximative de 117 m.